# Actaea bifrons
Actaea bifrons är en kräftdjursart som beskrevs av M. J. Rathbun 1898. Actaea bifrons ingår i släktet Actaea och familjen Xanthidae. Inga underarter finns listade i Catalogue of Life.